# Raión de Oriol
El raión de Oriol (ruso: Орло́вский райо́н) es un distrito administrativo (raión) ruso perteneciente a la óblast de Oriol. Se ubica en el centro-oeste de la óblast. Su sede administrativa se ubica en la capital regional Oriol, que está constituida como un ókrug urbano separado y no forma parte del raión, pese a enclavarse geográficamente en el centro del mismo.
Desde 2021, el autogobierno local del raión toma la forma de ókrug municipal, lo que significa que todo el territorio se organiza bajo un único ayuntamiento.
En 2023, el raión tenía una población de 70 123 habitantes.

## Subdivisiones
Comprende el asentamiento de tipo urbano de Známenka y 264 localidades rurales. A efectos de simple subdivisión geográfica del raión (desconcentración administrativa), estas últimas se agrupan en 16 selsovety. Hasta 2021, estas 16 subdivisiones tenían autogobierno local propio como asentamientos rurales, pero en 2021 se fusionaron todas con el ayuntamiento urbano de Známenka para gobernarse conjuntamente como un ókrug municipal. Las 16 unidades rurales del raión, desde 2021 sin gobierno local propio, son:
- Bolshaya Kulikovka (con sede en Kulikovski)
- Golojvastovo (con sede en Putimets)
- Zhiliayeva (con sede en Polozóvskiye Dvorý)
- Lavrovo
- Loshákovo (con sede en Biofábrika)
- Máslovo
- Mojovitsa
- Nepolod (con sede en Zhílina)
- Obraztsovo (con sede en Zviaguinki)
- Pajómova (con sede en Streletski)
- Platónovo (con sede en Nízhniaya Kalínovka)
- Sabúrovo (con sede en Dobri)
- Spáskoye (con sede en Baklánovo)
- Stanovói Kolódez
- Stanovoye
- Tróitskoye